# Supstrat (jezikoslovlje)
Supstrat (lat. stratum, sloj) u povijesnom jezikoslovlju označava jezik koji se na određenome području govorio, ali ga je istisnuo drugi jezik kojim se govori na tom području. Tragovi supstrata ostaju vidljivi u jeziku koji ga je nadvladao, tako se primjerice ilirski jezik smatra supstratom slavenskih jezika na našim prostorima.
U sociolingvistici i kontaktnoj lingvistici naziv supstrat se također koristi za kulturno ili politički slabiji jezik koji se u nekoj regiji govori paralaleno uz kulturno ili politički nadmoćniji jezik, odnosno superstrat.
U jezičnom kontekstu gdje superstrat ili supstrat utječe na drugi jezik kojim se koristi zajednica, govorimo o adstratu.